# 激进青年团
激进青年团（英語：Radical Youth League）是印度共产党（毛主义）的掩护组织，主要在安得拉邦活动。

## 历史
1977年成立。 激进青年团的各单位是1978年革命者在安得拉邦开展“进村”运动期间建立的，目的是宣传土地革命。2004年，安得拉邦政府解除了禁令，允许和平谈判。在谈判进行的同时，人民战争集团与印度毛主义共产主义中心合并为印度共产党（毛主义）。
2005年8月17日，印度共产党（毛主义）及其掩护组织重新被禁，包括激进学生会、激进青年团和全印革命学生联合会。 禁令一年又一年地被延长。

## 事件
2000年1月10日，一名电信部工程师在达尔马布里县被警察打死。据称他加入了激进青年团，成为一名极端分子。他的遗孀抗议说，这次“遭遇”是假的。2012年3月，马德拉斯高等法院令印度中央調查局对此事进行调查，称有初步证据表明警察违反法律。
泰米尔纳德邦并没有禁止激进学生团，但泰米尔纳德邦警方将该组织作为目标。 2002年11月24日，警察在泰米尔纳德邦达尔马布里县逮捕了26人，2003年1月10日，他们被政府置于《防恐怖主义法》之下，理由是他们是激进青年团的成员。2004年8月26日，被拘留者仍未经审判被拘留，开始绝食。前法官Rajinder Sachar领导了一个人权活动家小组，他们于2004年9月15日访问了他们，说服他们结束绝食抗议。截至2005年5月，他们仍未获释。
2012年2月，“Q”分部官员逮捕了激进青年团核心委员会成员Manivasagam，以及另外25名纳萨尔派。Manivasagam于2002年作为该组织的信使被捕，于2008年出庭受审，然后逃跑。